# 秋瑾墓
秋瑾墓位于中国浙江省杭州市西湖区孤山西北麓的西泠桥头，1961年被列为浙江省文物保护单位。秋瑾于1907年7月15日遇害后，经历1907年7月、1907年9月、1908年1月、1908年10月、1909年、1911年、1912年、1913年、1964年、1965年至1966年、1966年、1981年12次移柩，最终于1981年9月安葬于如今西泠桥南端、孤山西北角的位置。

## 背景
1906年秋瑾从日本留学归国，在上海创办中国公学与《中国女报》。1906年12月，秋瑾接替徐锡麟出任大通学堂督办，并借学堂在沪杭之间联系新军参加光复会。1907年，秋瑾为首的江浙革命党人决定在金华、处州、绍兴、安庆等地起义，为此秋瑾花费数月时间游走杭州山水调查绘制地图。2月某时，秋瑾与结拜姐妹徐自华同谒岳坟、同吟《满江红》，并在在西泠桥旁有感而发，喟叹道：“苟得葬于此，为福多矣。”徐自华回答道：“如你死我前，我定葬你于此；然如我先你而死，你也能葬我于此乎？”秋瑾则说：“这就看我二人谁先得到这个便宜了。”7月5日，徐锡麟因计划暴露不得不在安庆提前起义并牺牲。安庆起义后，秋瑾因被指控为徐锡麟同党遭到逮捕，7月15日在绍兴轩亭口就地正法。由于秋瑾处决前既没有口供，也没有确凿的证据可言，甚至没有公开审判、明确定罪，加上她的才学、志气，各地舆论乃至于部分审案官员无不对其抱以同情。

## 历史

### 安葬西湖

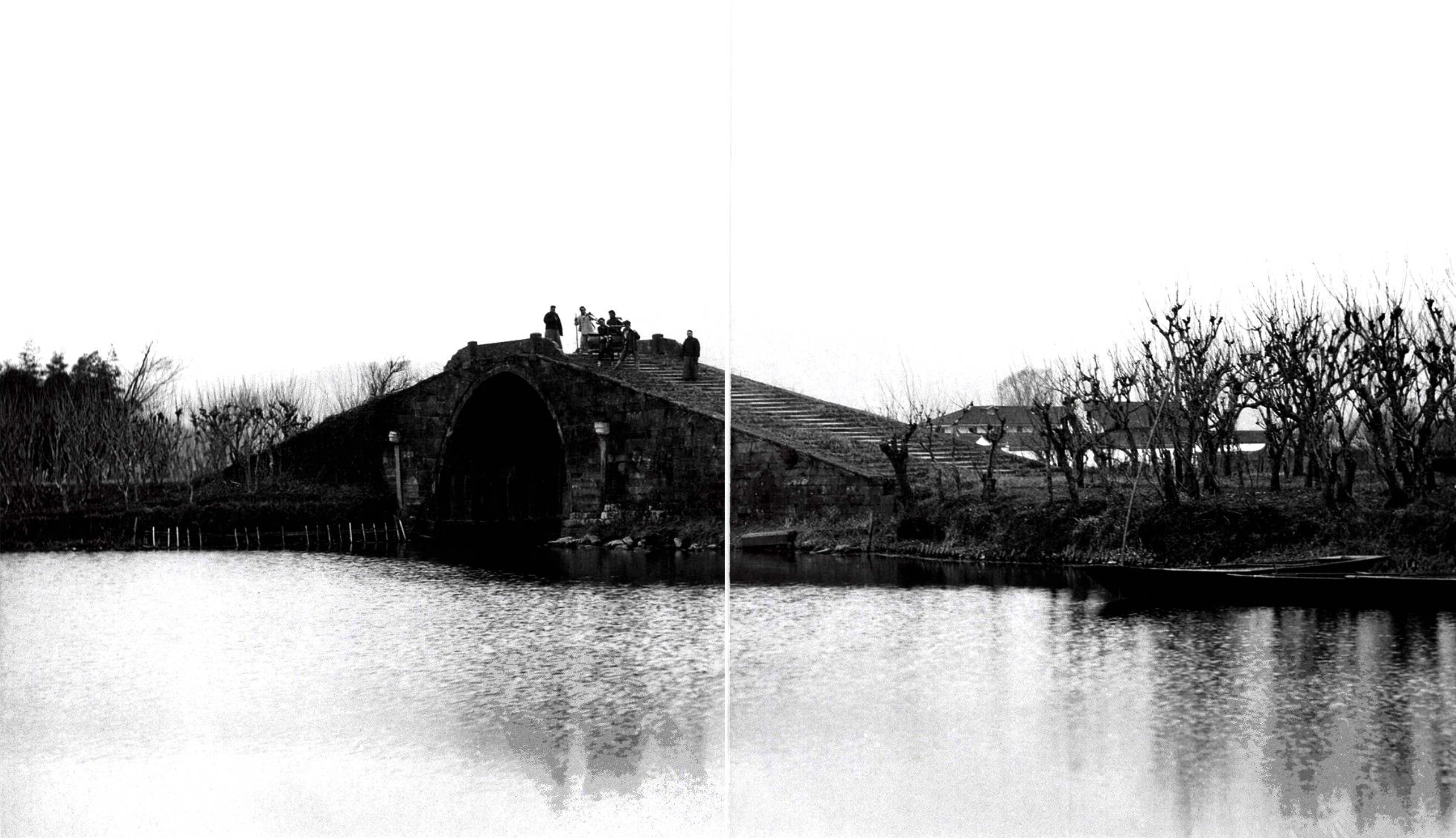
莫理循友人赠与其的秋瑾棺材过苏堤照片

秋瑾遇害时家人大多避居外地，绍兴本地的亲眷也无人敢来认领尸体，死后三个时辰后才有绍兴本地士绅出面，先是雇佣鞋匠缝合头颈，后请绍兴善堂同善堂收敛尸体，运送到郊外卧龙山西北麓张神殿背后的山脚乱坟岗附近暂厝。绍兴知府贵福在秋瑾死后因为舆论压力被迫离任，秋瑾大哥秋誉章也于8月回到了绍兴，并托人找到露天存放的秋瑾棺材，移放在绍兴府城常禧门外严家潭丙舍，所谓丙舍就是当时人寄柩之所，但秋家和已经与秋瑾决裂之夫家王家迟迟没有将其下葬。9月，丙舍主人听说存放的是杀头的革命党尸体，拒绝为逆匪提供殡舍，秋誉章不得不将秋瑾棺椁转移到大校场近旁的乱坟堆中，覆盖数片草苫聊当遮蔽。
1907年10月开始，秋瑾生前结拜好友徐自华和吴芝瑛就计划安葬秋瑾，吴芝瑛的丈夫廉泉当时向盛宣怀购地，以自家生圹掩人耳目。徐自华在12月初因为爱女病危不得不回到嘉兴石门，此时吴芝瑛病重不能出，写信给徐自华希望代领秋瑾棺柩，徐自华于12月29日强忍丧女之悲来到绍兴向秋瑾家人告知秋瑾“埋骨西泠”的遗愿。吴芝瑛想要在自己生圹旁边安葬秋瑾，但秋誉章认为这样不符合秋瑾追求独立之个性，应该另谋他处独自安葬。当时徐自华还收到署名“大悲庵主慧珠”的来信，信中称愿意出三亩土地作为秋瑾墓穴，但是徐自华和秋誉章在杭州并没有找到大悲庵，于是在孤山西泠桥旁边买下一块土地。在商量好秘密移送秋瑾棺材到杭州的计划后，徐自华写信给吴芝瑛告知计划，吴芝瑛立即让丈夫廉泉到杭州给秋瑾造穴。1908年1月25日，秋瑾棺柩秘密运出绍兴，过钱塘江，径由江干、南山、苏堤到达了西泠桥旁，下午1时正式下葬。下葬前，送行者还与灵柩合影。
春节过后，徐自华在《时报》刊登《会祭鉴湖公函》，邀请社会人士于正月廿四（2月25日）在秋瑾墓前公祭，是日400余人齐聚杭州风林寺为追悼、拜谒秋瑾。公祭中不少人认为秋瑾墓题字“呜呼山阴女士秋瑾之墓”10字不足以体现秋瑾风范，提议改成“呜呼鉴湖女侠秋瑾之墓”10字。公祭后众人组织秋社，以徐自华为社长，决定在秋瑾遇害周年的六月初六再次举行公祭，替秋瑾立新的墓表，但此次被政府制止、未能举行。新的墓表由徐自华撰文、吴芝瑛书写、胡菊龄刻石，时人以其铭文、书法、篆刻并为“三杰之作”，于是称之为“三绝碑”、“西泠十字碑”。当年秋天，徐自华、吴芝瑛觉得秋瑾墓地还是太过于简陋，于是在墓地之上建亭，亭柱镌刻赞扬秋瑾的对联。

### 清廷平坟和复归

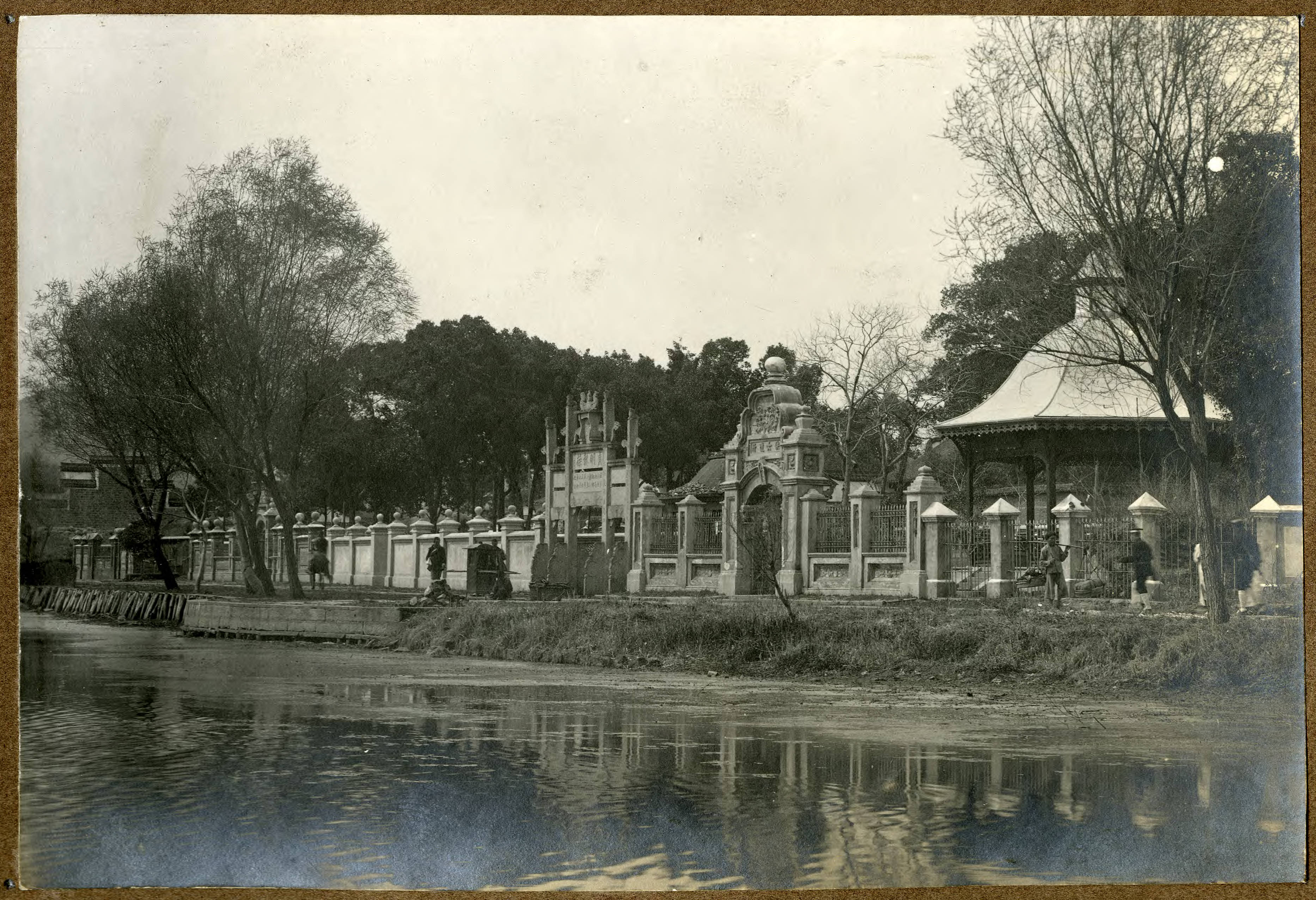
民国初年的秋瑾专祠与墓亭

秋瑾墓建成不久，御史常徽10月来杭州到西湖游玩时发现秋瑾墓，回到北京后立即呈上《奏请平秋墓片》要求毁禁秋坟，并惩办徐自华和吴芝瑛二人，理由是秋瑾葬于岳飞墓旁边不合礼制，随后朝廷“廷寄浙抚，查照办理”。此事一经媒体报道，群议沸腾，江苏省教育总会和常州府同鄉會分别上书两江总督端方，称徐自华和吴芝瑛埋葬秋瑾单纯出于慈善，要求官府持平处置，美國公理會也出面向端方说情，吴芝瑛也向端方表示“愿一身当之……勿再牵涉学界一人”。远在北京的张之洞随后批示于12月刚刚到任的浙江巡抚增韫：“無論秋瑾之墓如何規模宏大，削平或無不可，若再查辦歸葬之女學生，未免牽動女學。”端方也示意：“墓可平，碑可铲，坟迁移，人不拿。”有鉴于此，增韫没有处置徐自华和吴芝瑛二人，而是致信时任黑龙江提法使的秋瑾堂叔秋桐豫，要求正投靠秋桐豫的的秋瑾大哥秋誉章回到杭州、主持迁葬。1908年12月23日，秋瑾棺柩在官府的指示下从西泠桥畔墓地迁出，又回到了绍兴府城常禧门外严家潭丙舍，随后墓地被平。吴芝瑛对此事极为不满，留下诗文：“风雪渡江去复还，故乡归骨为兄难。挑灯漫记山阴狱，恐有冤魂泣笔端。”秋瑾的墓碑则是被徐自华妹妹徐蕴华连夜抢回，存放在秋社。
秋瑾棺柩又在丙舍停放数月，直到1909年在秋瑾丈夫王子芳和大哥秋誉章病逝后，年仅13岁的秋瑾之子王沅德和伙夫来到绍兴取回母亲棺柩，历经20多天路程于11月蒋灵柩迎回湖南湘潭，打算与父亲合葬一处；然而由于秋瑾的婆婆王屈氏不承认秋瑾为自家儿媳妇，因此二人并未合葬，棺柩暂厝于王氏祖坟。1911年王沅德15岁成年后，将母亲正式下葬于湘潭昭山王家祖坟，墓碑上书“先母王门秋氏璇卿孺人之墓，子沅德立”。然而不出数月，辛亥革命爆发，湖南和浙江两省又开始为秋瑾归葬何处争论不休。浙江光复之后，徐自华向浙江军政府请愿要求湖南归还秋瑾棺柩，浙江省议会表决要求湖南军政府归还秋瑾棺柩。虽然湖南都督譚延闓立刻答允浙江要求并将浙江致信转交王沅德，但湖南同盟会认为秋瑾既然已经安葬湖南，就应该安葬在岳麓山下革命烈士安息之所，只愿意归还秋瑾衣物以资修建衣冠冢，并将秋瑾棺柩从湘潭迁往长沙岳麓山，以王沅德的名义与浙江当局抗辩：“若骨尚留浙，则迁葬西湖，湘不得议。骨既归湘，则迁葬岳麓，浙不得争。”1912年7月19日秋瑾农历忌日当天，两省分别举行大型悼念活动，浙江将镇压太平军起家的刘典在西湖祠改建为秋瑾的专祠，而湖南方面也将由前清皖臬陳玉山專祠改建。听到秋瑾棺柩将留湖南的消息后，徐自华与秋社成员陈去病、秋瑾妹妹秋珵一同前往湖南劝说王家，9月秋瑾的婆婆、王沅德的祖母王屈氏向湖南军政府表示，由于浙江方面的极力争取，且秋瑾系「革命巨子，世界公人，不敢一家私有」，王家决定将秋瑾棺柩送往浙江。
9月29日，秋瑾棺柩正式启程前往浙江。棺柩搭乘招商局轮船从长沙出发，经由汉口前往上海。陈去病在路途中作诗一首：“湘江水碧楚山青，一棹冲风下洞庭。最是别情无限好，满携缣素返西泠。”抵达上海之后，棺柩至上海绍兴会馆停灵三日，接受各方追悼，再由火车专列经由沪杭线前往杭州。10月27日中午列车抵达杭州城站，杭州各界人士在站外迎接，浙江都督朱瑞也在五军司令部门前设祭迎接，迎灵队伍从城站出发、径由钱塘门，于下午3时抵达秋社。秋瑾棺柩一直停灵秋社，直到12月8日临时大总统孙中山莅临秋社、拜祭秋瑾，亲自主持安葬。孙中山在下葬仪式上写了“巾帼英雄”挽幛和“江户矢丹忱，感君始赞同盟会；轩亭洒碧血，愧我今招侠女魂”挽联。1913年农历六月初六（7月15日）的秋瑾忌日，新的秋瑾墓园落成，新墓园位于西泠桥原墓址另一头，新墓碑为六角方塔，刻有“鉴湖女侠之墓”六字，原墓址则建立一座风雨亭。然而浙江都督朱瑞秉承北洋政府旨意，擅自改动了秋瑾墓的设计方案，墓穴被压低5尺，拟设石像被取消，柳亚子书写的碑文和墓志铭改为朱瑞自己写的一套。

### 文化大革命前后

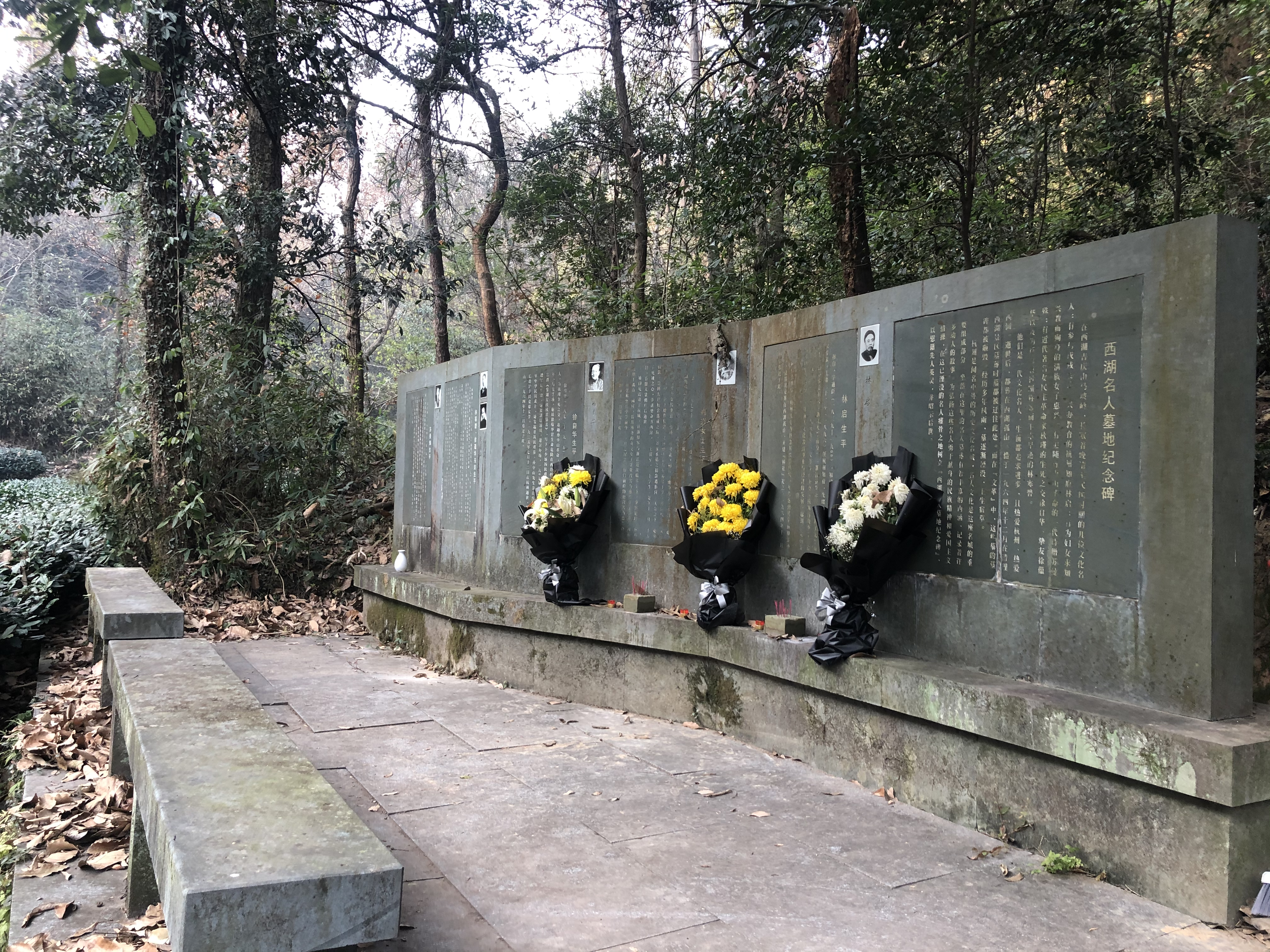
原在秋瑾墓旁、移去“过集体生活”的徐自华墓（右起第三）

1953年12月至1954年3月14日期间，毛泽东在西湖游玩时候感慨：“西湖边的坟墓太多了，这些坟墓可以拆迁一下埋到郊区去，让死人也过集体生活不好吗？”浙江省的领导对此表示遵从，从此开始在孤山、西泠桥畔一带就开始拆除墓冢。在此次拆坟行动中，杭州市委向浙江省委汇报准备保留的就有秋瑾墓，行动不到一个月就被周恩来叫停，后来还恢复了12座墓葬。
1964年秋，胡乔木在杭州作词：
|                       | 穆穆秋山，娓娓秋湖，荡荡秋江。正一年好景，莲舟采月；四方佳气，桂国飘香。玉绽棉铃，金翻稻浪，秋意偏于陇亩长。最堪喜，有射潮人健，不怕澜狂。 天堂，一向宣扬，笑古今云泥怎比量！算繁华千载，长埋碧血；工农此际，初试锋芒。土偶欺山，妖骸祸水，西子羞污半面妆。谁共我，舞倚天长剑，扫此荒唐！ |
| ——《沁园春·杭州感事》 | |

笔锋直指西湖边的“土偶”、“妖骸”，胡乔木于12月2日将词献给毛泽东，同日就指挥浙江省拆毁“苏小小墓等毒害群众的东西”，借以响应毛泽东文化革命主张。毛泽东批示道：“杭州及别处，行近郊原，处处与鬼为邻，几百年犹难扫尽。今日仅仅挖了几堆朽骨，便以为问题解决，太轻敌了，且与事实不合，故不宜加上那个说明。至于庙，连一个也未动。”1965年1月1日，在毛泽东安排下，胡乔木词在《人民日报》、《红旗杂志》上发表，浙江省则在前一年12月开始大规模清理坟墓、牌坊、佛像、华表、匾、额等“土偶妖骸”，当周恩来听闻秋瑾墓顶青石被拆除后即刻通知不得拆除秋瑾墓——1月27日夜秋瑾墓的拆除行动压轴登场，墓地被炸毁，棺柩被劈开，短剑、首饰、绣鞋被取出，遗骨被放入瓦罐，送往双峰村马坡岭埋入地下，没有任何碑文。周恩来在听闻此事后十分震惊，下令修建了一座简易的秋瑾墓，并由当时浙江省省长周建人题字“秋瑾烈士之墓”，但是这个墓在1966年被毁，秋瑾遗骸同年迁移至杭州鸡笼山。虽然当年埋葬地没有留下碑文，但参与拆墓并埋葬遗骨的园林工人陈尔祥（又作陈而祥）却私下里在秋瑾遗骨陶罐上放置了几捆稻草，掩埋后削平地面，作为将来寻回的标记。
1978年某日陈尔祥在秋瑾埋葬地的山中向附近双峰村村民来政富告知了秋瑾遗骸的位置，他因为知道秋瑾“是个好人”所以将秋瑾单独埋葬并标记。1980年邓颖超指示下，浙江省和杭州市派出杭州市文保所高念华和朱德班到山中寻找秋瑾遗骸，正好遇上了来政富，在来政富带领下找到了秋瑾的遗骸。高念华和朱德班在岳庙中拼接了秋瑾的尸骨，根据后颈的刀痕和随葬的皮鞋后跟确认确系秋瑾遗骸，随后杭州市政府选定孤山北麓西泠桥畔重建秋瑾墓。1981年辛亥革命70周年之际，秋瑾墓于8月27日动工、9月5日完工，秋瑾被正式安葬在今天的墓址。

## 墓地现状
秋瑾墓目前位于孤山西北角、西泠桥南端，为浙江省文物保护单位。墓地坐东朝西，墓基为青石，墓座为花岗岩砌成、高约1.7米的方形台基，嵌在墓座前后的孙中山亲笔“巾帼英雄”石刻、三绝碑为旧墓原物。墓座上端为汉白玉雕秋瑾全身塑像，雕像为中国美术学院应真华、许叔阳、仲兆鼐合作创作的汉白玉石雕秋瑾烈士像，高2.7米，头梳髻、上半身着大襟唐装、下半身则是百褶散裙，左手叉腰、右手立剑，背靠孤山、面朝西湖、松柏环绕。